# Razze italiane di maiale
A differenza delle razze cosmopolite, adattate mediante selezione ad una produzione di tipo industriale su larga scala, le razze italiane di maiale rispecchiano invece la lunga tradizione suinicola locale. Per alcune razze esiste un registro anagrafico, versione semplificata del libro genealogico, nel quale vengono iscritti soggetti dei quali si ipotizza solamente o non si conosce con certezza il pedigree, senza controlli effettuati sulle abitudini riproduttive.
Attualmente, le razze autoctone italiane riconosciute ufficialmente sono sei:
- Calabrese
- Casertana
- Cinta senese
- Mora Romagnola
- Nero Siciliano
- Sarda[2]

Il registro anagrafico dei tipi genetici autoctoni conserva le informazioni genealogiche dei suini iscritti allo scopo di preservare tali razze, mantenendo un pool genetico il più ampio possibile e promuovendone allo stesso tempo la valorizzazione a livello economico. Il registro è tenuto dall'ANAS - Associazione Nazionale Allevatori Suini.
Vi sono inoltre almeno altre quattro razze autoctone già identificate ma ancora prive di riconoscimento ufficiale:
- Macchiaiola Maremmana
- Nero di Parma, per ora mantenuta nel registro di Produttori ibridi
- Nero del Piemonte
- Pugliese, in corso di selezione, per ora ancora inserita nel registro Apulo-Calabrese

Nel 1927, studi approfonditi portarono alla definizione di oltre 30 razze o varietà di suini autoctoni; tuttavia, al giorno d'oggi la maggior parte di queste razze rustiche è andata incontro all'estinzione.